# Astruc de Sestier
Pour les articles homonymes, voir Astruc.
 (mars 2012).
Si vous disposez d'ouvrages ou d'articles de référence ou si vous connaissez des sites web de qualité traitant du thème abordé ici, merci de compléter l'article en donnant les références utiles à sa vérifiabilité et en les liant à la section « Notes et références ».
Astruc de Sestier, né vers 1370 à Aix-en-Provence et mort vers 1439 à Aix-en-Provence[réf. nécessaire], est un médecin juif d’Aix-en-Provence, reconnu comme l’un des plus grands bibliophiles de son temps.[réf. nécessaire]

## Biographie
Astruc de Sestier est le fils de Mosse Abram. Il n’a jamais rien écrit, mais enseigne dans les monastères. Il est plutôt riche et prête de l’argent[réf. nécessaire], comme le prouvent des reconnaissances de dettes importantes de janvier 1414 à janvier 1435[réf. incomplète]. Astruc de Sestier  est surtout connu comme médecin d’Aix-en-Provence, et comme l’un des plus importants bibliophiles de son époque.[réf. nécessaire]

### Ses relations avec les chrétiens
En Occident, la médecine est très dépendante de l'Église catholique qui dirige les hôpitaux, asiles et léproseries et régit l'enseignement dans les universités.
En France, des facultés de médecine sont créées à l'université de Montpellier en 1220, de Toulouse en 1229. De nombreux interdits conciliaires existent concernant les juifs, depuis celui de Béziers (1246) et différentes interventions d’autorités laïques, telle que celle de Charles II de Sicile pour la Provence. Elles freinent l’exercice de leur profession en interdisant aux chrétiens de faire appel à eux. 
Toutefois, ces interdits sont, en réalité, peu respectés car la clientèle chrétienne est fréquente.[réf. nécessaire] Astruc de Sestier a autant de clientèle chrétienne que juive.[réf. nécessaire] Il est même assisté d’un barbier chrétien[réf. incomplète].
Mais, les autorités font preuve de plus grande intolérance. Un acte du 7 novembre 1421 fait état d'un procès le condamnant pour avoir eu des relations sexuelles avec une chrétienne. Astruc de Sestier est condamné à la prison à Tarascon, où il reste longtemps et à une amende de 100 marcs d'argent[réf. incomplète].

### Sa bibliothèque (1439)
On peut parler de collection-modèle[réf. nécessaire] d'Astruc de Sestier, dressée après les turbulences meurtrières de 1430, qui entraînent la conversion de l’un de ses fils. Riche de 179 volumes, elle est répertoriée grâce à l’inventaire après décès établi par la veuve Mossone et un autre fils Josse de Sestier, médecin également, en 1439.[réf. nécessaire] Parmi eux, dans sa succession on trouve : le Talmud, des gloses talmudiques, des bibles, des ouvrages de liturgie, les traités de Rashi, des livres de médecine, de philosophie, de mathématique, d’astronomie, des commentaires d’Aristote, Averroès, Avicenne, Maïmonide traduit par les Tibbon, l’essentiel de la controverse de Rambam et d’autres livres « espagnols » : les Questions-Réponses de Salomon ben Adret, d’Isaac ben Chechet, le Khusari de Jeuda ha-Levi, un traité de Shem Tov Falaquera de Tudela (Espagne) sur les divers degrés de la perfection intellectuelle... etc.[réf. nécessaire]
Le Pentateuque est largement présent dans les bibliothèques des juifs très lettrés. Il n’est donc pas étonnant le retrouver à Aix-en-Provence chez Astruc de Sestier, en 1439. Il possède également des commentaires exégétiques portant sur le Pentateuque, un exemplaire d’Abraham ibn Ezra. Un autre commentateur prisé à Gérone, autant que dans le Midi de la France, est le grammairien David Kimhi avec ses commentaires sur les Psaumes, dont Astruc de Sestier  possède six exemplaires. Il a aussi deux Al Zahrawi, dans sa collection aixoise. Il s’intéresse également à l’astronomie, aux Goralot d’Abraham ibn Ezra.

### Descendance
Astruc de Sestier et sa femme Mossone ont eu plusieurs enfants. Les Juifs du comté de Provence n’échappent pas eux non plus au mouvement de conversion. 
- Mosse de Sestier, a abandonné le judaïsme à la suite de l’émeute sanglante et inhabituelle survenue dans le quartier juif aixois (1430) et a pris le nouveau nom de Guillaume Brici[5].
- Léon, troisième fils, mineur au moment du décès de son père, est retrouvé à Avignon, en 1503, sous le nom de Léonard Gros.
- Josse de Sestier, médecin, celui-là même qui a authentifié en hébreu l’inventaire, est mort en tant que Juif avant le bannissement de 1501. C’est lui qui doit hériter de la bibliothèque, car il est resté juif, mais ses frères contestent cette décision.